# Jou (la Guingueta d'Àneu)
|  | Aquest article tracta sobre el poble d'aquest nom. Si cerqueu l'antic municipi, vegeu «Jou (antic municipi)». |

Jou és un poble del terme municipal de la Guingueta d'Àneu, a la comarca del Pallars Sobirà.
Fou el centre d'un municipi independent fins que el 1971 va ser fusionat amb Escaló i Unarre per tal de crear el nou municipi de la Guingueta d'Àneu. Comprenia, a més, els pobles de Berrós Jussà, Berrós Sobirà i Dorve. Tots tres havien estat seu d'ajuntaments propis, que foren units a Jou el 1847. També comprèn la caseria, convertida en cap del municipi, de la Guingueta d'Àneu.
És a 1.301 metres d'altitud, a la dreta de la Noguera Pallaresa i a l'esquerra del Riu de Jou, afluent de la Noguera Pallaresa.
Hi destaca l'església parroquial de Sant Pere, edifici d'una nau, amb volta de creueria i tres altars laterals. El campanar, integrat en la nau, és de base quadrada i coberta piramidal. L'església conserva un retaule barroc del segle xviii. Hi ha també la capella de Santa Caterina, així com les ruïnes de l'església romànica de Sant Martí de Roma, de l'ermita de Sant Jaume i de l'antiga església parroquial de Sant Pere, al cementiri de la població. També comprenia el Castell de Jou.

## Etimologia
Segons Joan Coromines, l'origen de Jou no és clar. Tot i que la interpretació fàcil el fa provenir del llatí iugum, podria tractar-se d'una deformació del nom del déu romà Jovis, o d'una llatinització d'un topònim preromà.

## Geografia

### El poble de Jou

#### Les cases del poble[2]
| - Casa Aleixet - Casa Anton - Casa Arnau - Casa Arnauet - Casa Carló - Casa Cabaler - Casa Carmen | - Casa Carrera - Casa Cirilo - Casa Daniel - L'Estudi - Casa Filomena - Casa Forn - Casa Gavatx - Casa Gustinet - Casa l'era de Moliner | - Casa Làssaro - Casa Llorenç - Casa Lliset - Casa Manolo (Penya) - Casa Marçal - Casa Masover | - Casa Mauri - Casa Mingo - Casa Miquel - Casa Moliner - Casa Nel - Casa Pona | - La Rectoria - Casa Riu - Casa Rosa - Casa Tarroi - Casa la Torre - Casa de la Vila - Casa Barragan |

## Història

### Edat mitjana
El lloc apareixen esmentat l'any 839 a l'acta de consagració de la catedral d'Urgell. Va formar part de la jurisdicció de la Vall d'Àneu i gaudí dels seus privilegis, de primer amb el comte de Pallars i, després de la derrota d'aquest el 1487, els privilegis es varen seguir respectant amb els marquesos de Pallars i ducs de Cardona, que s'enllaçaren amb els ducs de Medinaceli, fins a la fi de l'antic règim.

### Edat moderna
En el fogatge del 1553, Jou declara 9 focs laics i 3 d'eclesiàstics (uns 60 habitants).

### Edat contemporània
Pascual Madoz dedica un article del seu Diccionario geográfico... a Jou. Hi diu que és una localitat amb ajuntament situada a la Vall d'Àneu, en una colladeta envoltada de muntanyes molt altes. El clima és bastant fred i rep els vents del nord i del sud, i s'hi pateixen pulmonies i reumes. Tenia en aquell moment 19 cases, inclosa la Casa de la Vila i l'església parroquial de Sant Pere Apòstol, servida per un rector de nomenament alternat, entre el rei i l'ordinari (bisbe) i tres beneficiats. Les terres són fluixes i pedregoses, amb muntanyes al nord i a l'est poblades de pins. S'hi collia blat, sègol, ordi, fenc, patates i fruites. S'hi criava bestiar major i menor, i hi havia caça de llebres i perdius. Comptava amb 12 veïns (caps de casa) i 70 ànimes (habitants).